# Бешпельтирское сельское поселение
Бешпельтирское сельское поселение — муниципальное образование в Чемальском муниципальном районе Республики Алтай России. Административный центр — село Бешпельтир.

## История
Бешпельтирское сельское поселение на территории Чемальского муниципального района было образовано в результате муниципальной реформы в 2006 году.

## Состав сельского поселения
| № | Населённый пункт | Тип населённого пункта       | Население |
| - | ---------------- | ---------------------------- | --------- |
| 1 | Бешпельтир       | село, административный центр | ↗463      |